# Džoseretnebtej
| D45 · I10 | S29 | r · X1 | S34 | G16 |

| D45 · I10 | S29 | r · X1 | S34 | G16 |

Džoseretnebtej (nebo Džoseret-Anch-Nebtej) byla možná egyptská královna z 3. dynastie. 

## Důkazy

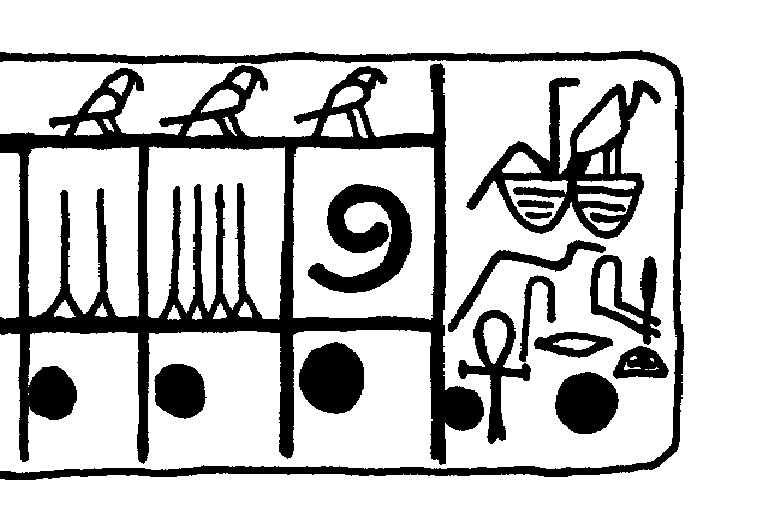
Jméno nalezené v Sechemchetově komplexu

Jméno Džoseretnebtej nebo Džoseret-Anch-Nebtej bylo nalezeno v podzemních galeriích hrobky faraona Sechemkheta v Sakkáře. Není k ní připsán žádný titul, který by dokázal, že pocházela z královské rodiny nebo zda se vůbec jedná o jméno. Egyptologové jako Toby Wilkinson a Zakaria Goneim četli nápis jako Džoserteti a ztotožňovali ho s rodným jménem faraona Sechemcheta.
Wolfgang Helck, Peter Kaplony a Jean-Pierre Pätznik místo toho četli toto jméno jako ḏsrt-ꜥnḫ-nbtj a považují jej za jméno manželky Sechemcheta. Poukazují také na několik hliněných pečetí nalezených v Elefantině zmiňujících Sechemchetovo Horovo jméno společně se jménem obou paní Ḥetep-Ren – toto by mohlo být Sechemchetovo pravé jméno obou paní.